# 728 v.Chr.
Het jaar 728 v.Chr. is een jaartal volgens de christelijke jaartelling.

## Gebeurtenissen

### Italië
- Griekse kolonisten stichten de handelsnederzetting Megara Hyblaea op Sicilië.

### Egypte
- Farao Piye van Napata verovert de steden Hermopolis en Memphis.
- Piye sluit een vredesverdrag met de farao's van de Nijl-delta.
- Piye laat ter herdenking bij Djebel Barkal een overwinningsstèle uithakken.